# Gunhild Alricson
Gunhild "Gullan" Helena Alriksson eller Alricson, född 30 januari 1886 i Adolf Fredriks församling, död 25 december 1948 i S:t Johannes församling, var en svensk konstnär.
Alricson studerade i Dresden. Hon ägnade sig framförallt åt porträttmålningar, bland annat i olja, pastell och akvarell, samt landskapsmåleri och stilleben, ofta innehållande blommor.